# خلية شبحية

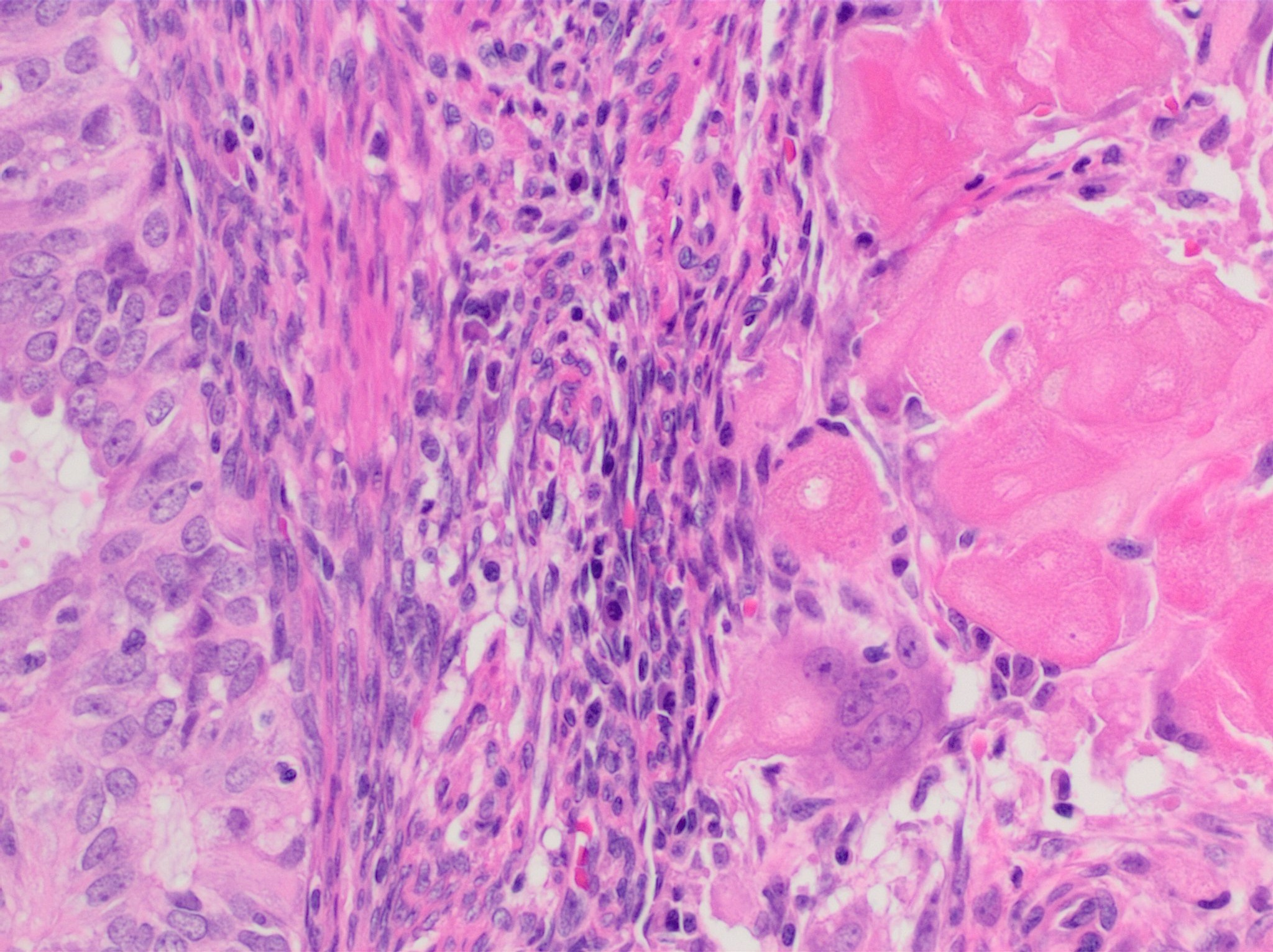
سرطان بطانة الرحم مع التمايز الحرشفية والأورام الحبيبية الكيراتينية. صبغة H&E، تكبير عالي. يُظهر خلايا سرطان غدي بطانة الرحم نموذجية على اليسار في الصورة. إلى اليمين في الصورة، مفصولة عن الخلايا السرطانية بجدار من سدى بطانة الرحم، يوجد بؤرة للورم الحبيبي الكيراتيني. يحتوي الورم الحبيبي على "خلايا شبحية" نخرية من الخلايا الكيراتينية، مما يترك الكيراتين اليوزيني بالإضافة إلى مساحات واضحة في المواقع السابقة لنواة الخلية. توجد أيضًا خلية عملاقة متعددة النوى في أسفل اليمين، كجزء من تفاعل جسم غريب مع الكيراتين

الخلية الشبحية (بالإنجليزية: Ghost cell)‏ هي خلية طلائية يوزينية متضخمة مع سيتوبلازم يوزيني ولكن بدون نواة.
تشير الخلايا الشبحية إلى نخر تخثري حيث تموت الخلية مع بقاء البنية الخلوية محفوظة. في الشرائح النسيجية، الخلايا الشبحية هي تلك التي تظهر كخلايا ظلِّية. هي خلايا ميتة. على سبيل المثال، في تحضيرات مسحة الدم المحيطية، تتحلل خلايا الدم الحمراء وتظهر كخلايا شبحية.
عُثر عليها في:
- الورم القحفي البلعومي (جيبة راتكه).[1]
- الورم السني الحميد.[2]
- الورم الليفي الأرومي المينائي.[3]
- الكيسة المتكلسة سنية المنشأ (كيسة جورلن).[4]
- ورم المطرس الشعري.[5]